# 柳家さん八
柳家 さん八（やなぎや さんぱち）は、落語家の名跡。当代は二代目。
- 初代柳家さん八 - 後∶九代目入船亭扇橋
- 二代目柳家さん八 - 本項にて記述

二代目柳家 さん八（1944年10月3日 - ）は、東京都江戸川区平井出身の落語家。落語協会所属で、同協会の相談役。本名∶清水 聰吉。出囃子は『東雲節』。

## 来歴
江戸川区立松江第二中学校、東京都立江東工業高等学校を卒業後、印刷会社に入社して約3年間勤務した。その後親の反対を押し切り七代目立川談志に入門、柳家そう助を名乗るが破門になる。1966年12月に五代目柳家小さんに再入門。翌年6月に前座となる。前座名はそのまま「そう助」。
1971年11月、三遊亭歌司、金原亭駒三郎、橘家竹蔵、三遊亭歌橘、三遊亭楽松、林家九蔵、三遊亭朝治と共に二ツ目昇進し、さん八と改名。1980年に第一回真打認定試験に合格し1981年9月に林家九蔵、柳家小袁治、十代目土橋亭里う馬と共に真打昇進。また、国立花形演芸会賞金賞を受賞。
2001年10月に落語協会理事付役員に就任し、2006年6月に落語協会監事に転任した。2020年に監事を退任し、落語協会相談役となる。

## 芸歴
- 1966年 - 五代目柳家小さんに入門、前座名「そう助」。
- 1971年 - 二ツ目昇進、「二代目柳家さん八」に改名。
- 1981年9月 - 真打昇進。

## 人物
三遊亭歌司、三遊亭圓丈、古今亭志ん駒、柳家さん遊、柳家小団治、三遊亭圓龍、むかし家今松、古今亭志ん五、金原亭馬の助、橘家竹蔵、柳家小袁治と共に同期会「落友舎」を結成している。

## 役職
- 2001年10月 - 落語協会理事付役員
- 2006年6月 - 落語協会監事
- 2020年8月 - 落語協会相談役[1]

## 活動
古典落語、世話講談、そして『私落語』と題した創作落語を演じる。創作落語（実録噺）の中には、東京大空襲をテーマにした『私は見ていた?東京大空襲 夜話』がある。
1980年代には田中角栄、福田赳夫、大平正芳の物真似でもテレビで人気を博した。

## 著書
- 八っつぁんの落語一代記　噺家の来た道、日本の来た道（2015年1月7日、彩流社）-　共著・清水しゅーまい